# Eviota randalli
Eviota randalli är en fiskart som beskrevs av Greenfield 2009. Eviota randalli ingår i släktet Eviota och familjen smörbultsfiskar. Inga underarter finns listade i Catalogue of Life.